# Marjan Eid
Marjan Eid (ur. 12 maja 1979 w Ar-Rifa) – bahrajński piłkarz, grający na pozycji obrońcy, trener piłkarski.

## Kariera piłkarska

### Kariera klubowa
Wychowanek Ar-Rifa SC, w barwach którego w 1997 rozpoczął karierę piłkarską.

## Kariera trenerska
Najpierw, od 2007 do 2010 pomagał, a w listopadzie 2010 został mianowany na tymczasowego trenera narodowej reprezentacji Bahrajnu. W latach 2012–2013 ponownie pomagał trenować reprezentację Bahrajnu. W sierpniu 2014 stał na czele reprezentacji Bahrajnu.